# Neuroradiologia delle metastasi
La neuroradiologia delle metastasi si avvale in prima battuta e in urgenza della tomografia computerizzata, mentre l'imaging a risonanza magnetica è l'indagine di elezione. 
Le metastasi rappresentano circa il 30% dei tumori cerebrali e sono di solito caratterizzate da un vistoso edema perilesionale. Le neoplasie primitive di origine più frequenti nell'adulto sono il tumore del polmone, il tumore della mammella, il melanoma e a seguire il tumore del rene, il tumore del colon-retto, il tumore dell'ovaio e i sarcomi (a seguire tutti gli altri istotipi).
La scoperta delle metastasi nella maggioranza dei casi avviene dopo la scoperta del tumore primitivo (presentazione metacrona), tuttavia nel 30% dei casi è possibile rilevarle assieme al tumore primitivo (presentazione sincrona) o anche prima della sua scoperta (presentazione precoce).
La propensione di un determinato istotipo a metastatizzare a livello del cervello dipende dal suo neurotropismo. I tumori che sono più affini con il tessuto cerebrale sono il melanoma, il carcinoma polmonare a piccole cellule e i tumori germinali (coriocarcinoma soprattutto), mentre il tumore mammario, quelli polmonari non a piccole cellule e renali presentano affinità intermedia.  Gli istotipi meno affini con l'encefalo sono il tumore della prostata, dell'apparato digerente, il tumore della tiroide, quello dell'ovaio e i sarcomi.
La maggior parte delle metastasi cerebrali origina da migrazione delle cellule tumorali tramite il circolo arterioso, pertanto i tessuti più rappresentati e perfusi sono quelli maggiormente interessati (la sede sovratentoriale rappresenta più dell'80% dei casi, nel 10% dei casi circa la sede è sottotentoriale, mentre rarissimimo è l'interessamento dei nuclei profondi, dell'epifisi e dell'ipofisi). Le metastasi al contrario dei tumori primitivi sono di solito relativamente superficiali e si localizzano a livello della giunzione corticale fra sostanza grigia e bianca ove esiste una rete vascolare terminale che blocca gli emboli neoplastici. Questa rete è più vulnerabile a livello delle cosiddette "aree spartiacque" che quindi sono più spesso interessate da questo tipo di diffusione (regioni temporo-occipitale e fronto-parietale). L'istotipo influenza anche la sede preferenziale di metastasi in sede encefalica (il melanoma più spesso di altri tumori ad esempio coinvolge i nuclei della base e la sostanza grigia).
Alcuni istotipi (carcinomi di utero, prostata e tratto gastrointestinale) metastizzano a livello encefalico per via venosa tramite il plesso venoso di Batson e pertanto danno localizzazioni prevalentemente al bulbo e al cervelletto.
Un'altra via di accesso al SNC da parte delle cellule neoplastiche è attraverso i nervi (via perineurale). Di solito sfrutta il nervo trigemino o il nervo facciale e le localizzazioni risultanti di solito hanno andamento centripeto (dall'esterno del cranio verso l'interno). Questa via è tipica dei carcinomi che interessano il basicranio (in particolare quello del rinofaringe)  ma può essere sfruttata anche dai tumori delle ghiandole salivari, dai linfomi, dal melanoma e dai sarcomi.
Infine sia tumori primitivi cerebrali sia extracranici possono metastatizzare per via endoliquorale all'interno del cranio. Questo può avvenire per diffusione nel liquor tramite i plessi corioidei, per rottura di una lesione nello spazio endoliquorale, per via perineurale (nervi spinali e cranici) o tramite i vasi che irrorano l'aracnoide.
La risonanza magnetica è l'indagine fondamentale per lo studio delle metastasi cerebrali in quanto consente un'accurata stima del loro numero e dalla loro localizzazione, estensione e caratterizzazione (anche tramite netodiche di imaging avanzato che consento la diagnosi differenziale con altri tipi di lesioni). Le metastasi possono essere distinte grazie alle neuroradiologia, a seconda della loro sede, in extrassiali e intrassiali.

## Metastasi extrassiali
Rappresentano il 18% delle metastasi in sede intracranica e possono interessare la teca cranica, la dura madre o l'aracnoide. Le meningi di solito rappresentano un'efficace barriera alla diffusione per continuità delle lesioni neoplastiche.

### Metastasi tecali e durali
Le metastasi interessanti la teca nell'adulto di solito derivano dal tumore della mammella, della prostata o del polmone; nei bambini invece gli istotipi più frequenti sono i sarcomi o il neuroblastoma. Di solito la diffusione metastatica avviene per via arteriosa (carcinomi) o venosa (leucemie), più rara la diffusione perineurale (carcinoma del rinofaringe) o liquorale (glioblastoma, ependimoma).
La scintigrafia ossea e la tomografia a emissione di positroni sono le metodiche più sensibili per la ricerca di metastasi ossee a livello della teca cranica e sono proprie della medicina nucleare.
Alla tomografia computerizzata (che deve essere elaborata mediante speciali algoritmi adatti a studiare l'osso) le lesioni tecali possono essere di tipo litico o addensante. Le lesioni litiche sono caratterizzate da erosione dell'osso e da sua sostituzione con un tessuto molle, meglio evidente utilizzando una finestra adatta; mentre quelle addensanti (tipicamente da carcinoma prostatico) sono caratterizzate da sclerosi ossea; tuttavia le lesioni più frequenti sono di tipo misto (in tali casi il tessuto neoplastico appare più evidente dopo somministrazione del mezzo di contrasto).
La RM può essere utilizzata per la ricerca di metastasi ossee litiche in quanto è in grado di evidenziarle come alterazioni locali a livello del midollo osseo, Tipicamente tali lesioni sono ipointense nelle sequenze T1 pesate e a segnale variabile in quelle T2 pesate. Le sequenze Gradient Echo 3D T1 pesate eseguite con tecnica di soppressione del grasso sono di norma più accurate, specie per lo studio del basicranio. Utilizzando il mezzo di contrasto è possibile rilevare se la dura madre a contatto con le lesioni è coinvolta. 
Le principali diagnosi differenziali con le metastasi ossee vanno fatte con l'emangioma osseo (che presenta orletto sclerotico, non intacca l'osso intorno ed ha enhancment omogeneo dopo somministrazione del mezzo di contrasto) e con il mieloma multiplo (le cui lesioni sono iperintense nelle sequenze T2 pesate, spesso diffuse al resto dello scheletro ed alle meningi dando un quadro di mielomatosi meningea, oltre ad essere associate ad alterazioni ematochimiche tipiche della malattia)
Le metastasi durali sono ben evidenti in RM in seguito a somministrazione di mezzo di contrasto come inspessimenti iperintensi. (meglio impiegando sequenze T1 pesate con soppressione del grasso). La RM può anche stimare se il coinvolgimento è epidurale o subdurale (nel secondo caso si può avere compressione del parenchima cerebrale oppure presenza di liquor o un vaso fra la lesione ed il cranio). Le metastasi durali entrano in diagnosi differenziale col meningioma, e si distinguono per il differente profilo spettroscopico (il picco dell'alanina è tipico del meningioma, quello dei lipidi delle metastasi) e per un flusso ematico più alto nel meningioma nelle sequenze di perfusione.

### Metastasi leptomeningee

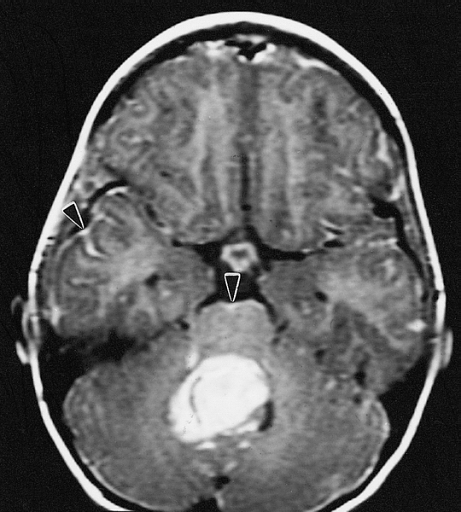
Medulloblastoma cerebellare visto alla TC. La lesione appare fortemente iperdensa e disomogenea. La diffusa impregnazione meningea dopo mezzo di contrasto (frecce) è da riferire a localizzazioni secondarie di malattia

Le metastasi leptomeningee sono più spesso di origine vascolare e di solito coinvolgono le cisterne basali, la fossa cranica posteriore e l'angolo ponto-cerebellare per via del minore flusso liquorale in queste sedi e della forza di gravità. Clinicamente si manifestano con segni meningei e da coinvolgimento dei nervi cranici. Alla TC le metastasi leptomeningee appaiono come nodi isodensi rispetto al parenchima cerebrale che mostrano vistoso potenziamento dopo somministrazione di mezzo di contrasto, spesso associati ad idrocefalo ed edema. Alla RM il mezzo di contrasto può mostrare interessamento multinodulare o lineare diffuso a tutte le meningi. Le sequenze T1 pesate ad alta risoluzione o quelle T2 con soppressione del grasso sono le più utilizzate (le seconde soprattutto per rilevare il coinvolgimento dei nervi cranici). L'idrocefalo può essere ostruttivo non comunicante se è dovuto a ostruzione neoplastica delle cisterne basali o del quarto ventricolo oppure comunicante se sono coinvolte le granulazioni aracnoidee del Pacchioni. Nel 25% dei casi è anche coinvolto il parenchima cerebrale. Le metastasi che raggiungono il cranio e le meningi per via perineurale si evidenziano in RM come inspessimento del nervo coinvolto che si potenzia dopo somministrazione del mezzo di contrasto (meglio evidente con tecnica di soppressione del grasso). Spesso si associa atrofia muscolare da denervazione. La TC di solito evidenzia in questi casi slargamento dei forami basicranici relativi ai nervi colpiti. LA RM non permette di distinguere le metastasi leptomeningee dalla meningite dalla sarcoidosi e dalle encefaliti virali.

## Metastasi intrassiali

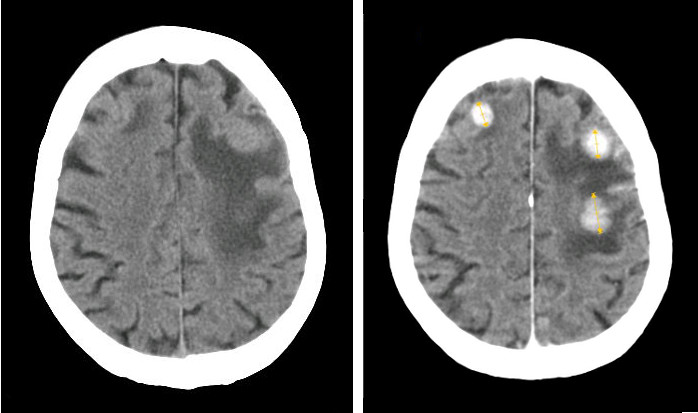
metastasi intrassiali da carcinoma mammario viste alla TC prima (sinistra) e dopo (destra) somministrazione di mezzo di contrasto

Alla TC le metastasi interessanti il parenchima cerebrale possono presentare aspetto molto vario, anche in relazione all'istotipo del tumore primitivo. Di solito appaiono come lesioni rotondeggianti, ipodense rispetto al parenchima sano e accompagnate da vistoso edema. In caso di associata emorragia (carcinoma renale) o per la presenza di melanina (melanoma) le lesioni possono apparire iperdense. Dopo mezzo di contrasto il pattern di impregazione è molto variabile (dal nodulare al periferico "ad anello")

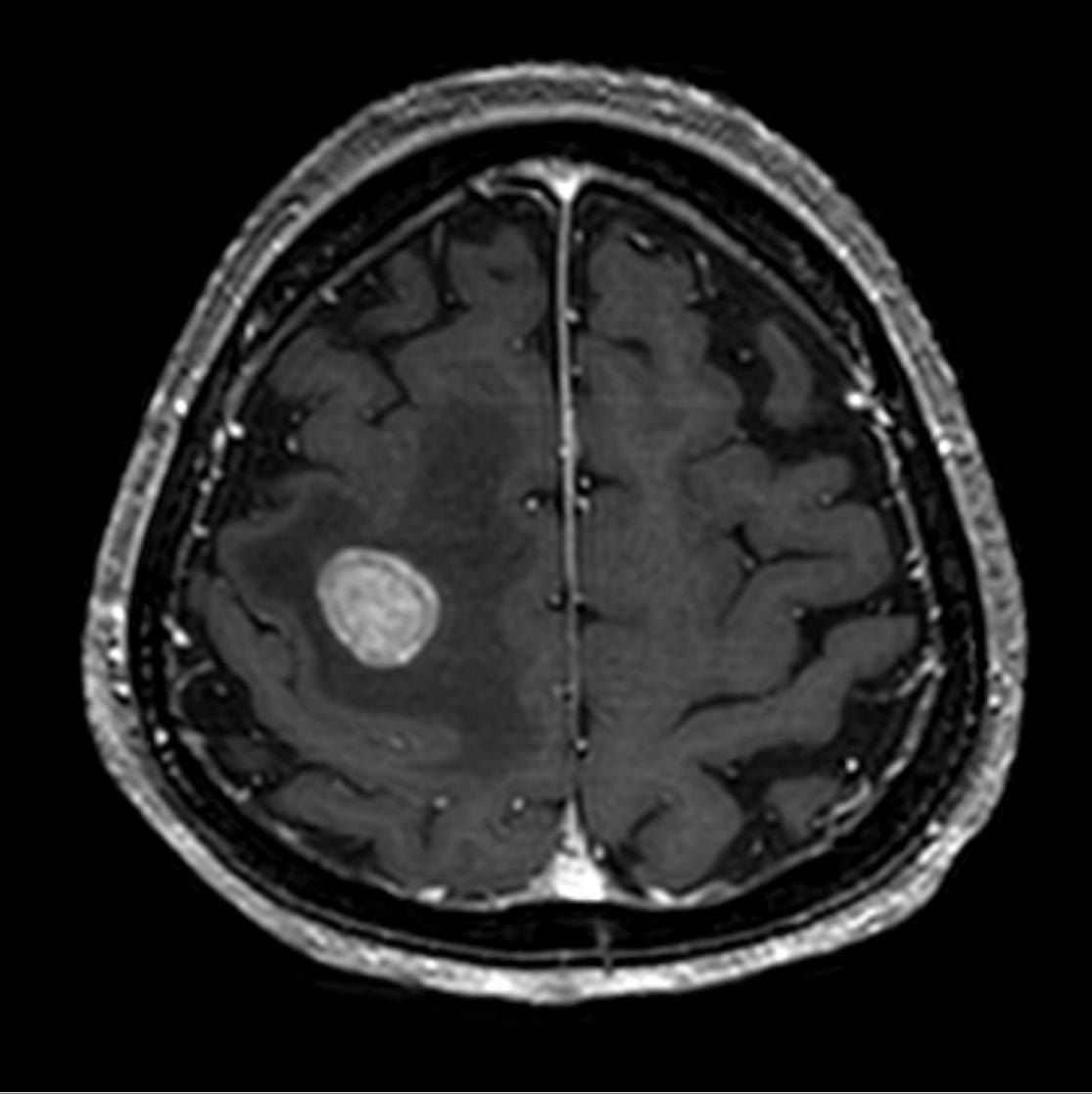
metastasi da carcinoma mammario vista in RM mediante sequenza T1 pesata

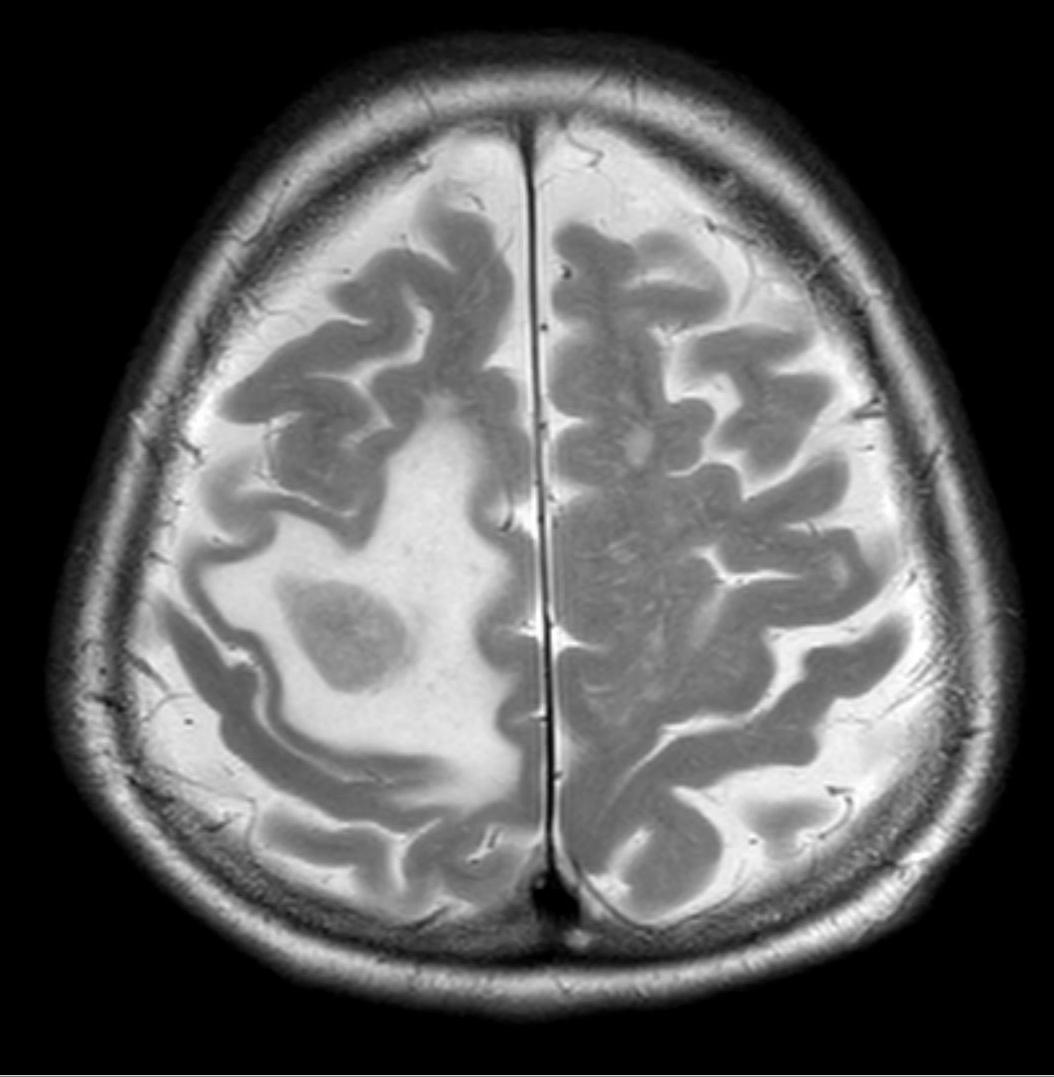
metastasi da carcinoma mammario vista in RM mediante sequenza T2 pesata

La RM è l'indagine più accurata per lo studio delle metastasi encefaliche (la TC è utilizzata solo se questa è controindicata). Al'esame basale le lesioni metastatiche appaiono mal definite ed estremamente disomogenee; l'edema inoltre è sempre ben evidente. Di solito queste lesioni sono tenuamente ipointense nelle sequenze T1 pesate ed iperintense in quelle T2 pesate e FLAIR (queste ultime sono utilissime per rilevare lesioni adiacenti al liquor, tuttavia lesioni particolarmente cellularizzate possono apparire isointense mentre quelle con componente necrotica o cistica senza sanguinamento presentano al loro interno segnale simil-liquorale molto disomogeneo. Le lesioni con componente emorragica sono di norma iperintense nelle sequenze T1 pesate ed ipointense in quelle T2 pesate, con segnale che varia in funzione del tempo trascorso dall'evento emorragico. Le metastasi da adenocarcinomi producenti muco sono ipointense nelle sequenze T2 pesate. Le metastasi da melanoma producenti melanina sono iperintense nelle sequenze T1 pesate ed ipointense in quelle T2 pesate in quanto la melanina è una sostanza paramagnetica. L'edema da metastasi al contrario di quello da lesioni primitive encefaliche è molto più esteso ma non supera mai il corpo calloso).
L'utilizzo del mezzo di contrasto in RM permette di aumentare la sensibilità della metodica, specie nel rilevare le lesioni più piccole. Utilizzando dosi di mezzo di contrasto incrementato o acquisizioni tardive dalla somministrazione la sensibilità è ancora migliore. Anche utilizzare apparecchi ad alto campo magnetico (da 3 tesla in su) aumenta la sensibilità diagnostica.
La diagnosi differenziale in RM con altre tipologie di lesioni intrassiali si avvale delle tecniche di imaging avanzato, come le sequenze pesate in diffusione, quelle di perfusione e la spettroscopia RM. Alle sequenze pesate in diffusione i valori di ADC a livello dell'edema perilesionale sono più bassi nei tumori primitivi rispetto alle metastasi per via dell'infiltrazione neoplastica associata. Per lo stesso motivo le sequenze di perfusione mostrano flusso ematico incrementato nei tumori primitivi ad alto grado rispetto alle metastasi. Alla spettroscopia i tumori primitivi intracranici evidenziano livelli elevati di colina, ridotti picchi di creatina ed NAA e presenza di lipidi e lattato. Le metastasi evidenziano invece bassi livelli di colina.
L'ascesso cerebrale si distingue dalle metastasi con core necrotico per la presenza di una parete ben delimitata iperintensa in T2 ed ipointensa in T2 per via di metaboliti paramagnetici liberati dal processo infettivo in tale sede. Gli ascessi presentano inoltre iperintensità nelle sequenze DWI e mappa ADC ipointensa per via del loro contenuto fluido. In spettroscopia l'ascesso mostra il suo contenuto tipico in aminoacidi.
Le placche di demielinizzazione giganti si distinguono dalle metastasi per via del loro elevatissimo segnale in T2 e FLAIR associato a margini tenuamente ipointensi in T1 ed iso-ipontensi in T2 con aspetto anulare discontinuo. Le immagini pesate in diffusione in tali casi mostrano solo discreto edema mentre le sequenze di perfusione mostrano valori di flusso ridotti.